# Александра Зондербург-Глюксбургская
Принцесса Александра Виктория Шлезвиг-Гольштейн-Зондербург-Глюксбургская (21 апреля 1887 — 15 апреля 1957) — вторая дочь Фридриха Фердинанда, герцога Шлезвиг-Гольштейнского и его супруги Каролины Матильды Шлезвиг-Гольштейн-Зондербург-Августенбургской.

## Браки и дети

### Принц Август
Александра Виктория вышла замуж за своего двоюродного брата принца Августа Вильгельма Прусского, сына Вильгельма II, германского императора и его жены Августы Виктории Шлезвиг-Гольштейн-Зондербург-Августенбургской, сестры матери Александры Виктории, 22 октября 1908 в Берлине.
Хотя брак был организован императором и императрицей, он был некоторое время счастливым. Александра была любимицей Августы Виктории. Принцесса Екатерина Радзивилл писала, что она «всегда проявляла способность выслушать императрицу и была хорошим человеком». Другой современник писал, что Александра была «очаровательно красивая, яркая девушка».
Пара развелась 16 марта 1920 года. Александра Виктория и Август Вильгельм имели одного сына.:
- Его Королевское Высочество принц Александр Фердинанд Прусский (26 декабря 1912 — 12 июня 1985)

### Арнольд Руманн
Она вышла замуж во-второй раз за Арнольда Руманна 7 января 1922 года. В 1926 году Александра переехала на время в Нью-Йорк, где она работала в качестве художника. Она и Арнольд развелись в 1933 году.
После Второй мировой войны, Александра жила в трейлере недалеко от Висбадена, где она зарабатывала на жизнь рисуя портреты и пейзажи. Она умерла 14 апреля 1957 года в отеле в Лионе, Франция.

## Титулы
- 21 апреля 1887 — 22 октября 1908: Её Высочество Принцесса Александра Виктория Шлезвиг-Гольштейн-Зондербург-Глюксбургская
- 22 октября 1908 — 16 марта 1920: Её Королевское Высочество Принцесса Александра Прусская
- 16 марта 1920 — 7 января 1922: Её Высочество Принцесса Александра Виктория Шлезвиг-Гольштейн-Зондербург-Глюксбургская
- 7 января 1922—1933: Её Высочество Принцесса Александра Виктория, Миссис Александра Руманн
- 1933 — 15 апреля 1957: Её Высочество Принцесса Александра Виктория Шлезвиг-Гольштейн-Зондербург-Глюксбургская